# إيفان أربوليدا
إيفان أربوليدا (بالإسبانية: Iván Arboleda)‏ (21 أبريل 1996 بتوماكو في كولومبيا - ) هو لاعب كرة قدم كولومبي في مركز حراسة المرمى. لعب مع بانفيلد.

## وصلات خارجية
- إيفان أربوليدا على موقع قاعدة بيانات كرة القدم.إي يو (الإنجليزية)
- إيفان أربوليدا على موقع ناشيونال فوتبول تيمز (الإنجليزية)
- إيفان أربوليدا على موقع Soccerway.com (الإنجليزية)